# Külső-Somogy
A Külső-Somogy mintegy 2750 km² területű dombság a Somogyi-dombság keleti, északkeleti részén. Átlagos tengerszint feletti magassága 186 méter. Belső-Somoggyal ellentétben területének nagyobbik része 200–300 m magasságra kiemelkedett, völgyekkel tagolt dombsági felszín, somogyiasan szólva „hegyvidék”. Legmagasabb pontja az Almán-tető (316 m), amely egyben Somogy vármegye legmagasabb pontja is. A változatos felszínű terület déli lankái a Kapos folyó völgye felé ereszkednek. Középső része széles hátságokkal, folyók, patakok völgyeivel és az ezeken sok helyütt előforduló erdőfoltokkal gazdagon tagolt.

## Földrajzi elhelyezkedése
Külső-Somogy a 46°20’ és a 46°54’ földrajzi szélesség, és a 17°38’és a 18°28’ keleti hosszúság között fekszik. Legnagyobb észak–déli kiterjedése 64 km, kelet–nyugati szélessége pedig 66 km. Területe 2884 km². A terület átlagos magassága 186 méter, a legmagasabb pontja az Almán-tető (316 m), ez egyben az egész vármegye legmagasabb pontja. A terület a Somogyi-dombság északkeleti részén lévő terület, északról a Balaton, északkeletre tőle a Mezőföld nyugati része, keletre és délre pedig a Tolna-Baranyai dombság található. Határai északon a Balaton árka, északkeleten a Sió medre, délen és délkeleten a Kapos folyó völgye, nyugaton pedig a Nagy-Berek keleti széle, a keleti-Bozót patak. A terület további három részre van osztva, Somogyvári-dombság más néven Nyugati Külső-Somogy, Koppánymenti-dombság vagy Keleti Külső-Somogy, Kaposmenti-dombság vagy Déli Külső-Somogy.

## Tektonika, geológiai felépítés
A Balaton-vonal és a közép Magyarországi-vonal (Kapos-vonal) között a medencealjzatot olyan kőzetek építik fel, melyek a Korai- és a Júliai-Alpokban, a Karavankákban, illetve a Medvednica, az Ivanščica és a Kemléki-hegységben (Föld, Víz, Levegő, 2002). A Pelso-egység, (Balaton-vonal) és Közép-magyarországi-vonal által határolt Közép-dunántúli-egységéből (Szávai-egység) ópaleozoikumi képződmény nem került elő.
A Balaton-vonaltól délre, keskeny sávban, perm korú tengeri kőzetek, ettől délre, szélesebb övezetben több kilométer vastag triász korú sekélytengeri mészkő és dolomit ismert, ősföldrajzát, tektonikáját tekintve itt a déli Alpok vonulatai folytatódnak.
Paleogén képződmények csak a terület északi részén, közvetlenül a Balaton-vonal zónájában fedik az alaphegységet. A pikkelyes szerkezet egyes részein, Ságvár környékén, eocén homokkő és mészkő, Karádnál és Buzsáknál oligocén agyagmárga, Tab mellett távoli paleogén vulkánok zárt anyaga ismert.
A területen üledékképződés csak a kora miocéntől ismert. A folyamat mintegy 24-23 millió éve kezdődött, a Kapos-vonal mentén kialakult, kelet-északkelet, és nyugat-délnyugat irányú árokrendszer tengelyében. A Középső miocénben az egész terület tenger elöntés alatt volt, csak az Inke-Igali gerinc keskeny vonulata alkotott szigetet. Az időszak végén, 14,5-1,5 millió éve ezer méteres andezit-vulkánok jelentek meg Szenta, Nagyszakácsi, Mezőkocsola, Igal, Kurd, Döbrököz környékén. A késő miocénben az Igali-hátat is elönti a tenger.
A plesztocénben, 1-2,4 milliótól 12000 ezer évig tartó időszakban, a Közép-Dunántúlt és a Zalai-dombságot száraz térszíni lösz uralja. Ennek vastagsága a Mezőföldön és a Balatontól délre 30-50 méter.

## Felszínfejlődés

### A pannoniai időszak előtti események
A Külső-Somogyi terület aljzatának földtani felépítése változó mélységű, délnyugat- északkeleti irányban pásztás elrendeződésű.
A karbon elejétől a perm közepéig (kb. 360-260 millió év) tartó időszakból észak-déli irányban Variszkuszi eredetű Dél-Balatoni kristályos vonulat található. A Variszkuszi orogenezishez tartozó északkelet-délnyugat csapásirányú ópaleozós kristályos palaköpennyel övezett gránitvonulat lesüllyedt, összetöredezett maradványai helyezkednek el a Külső-Somogy területe alatt. Ezek Proterozóos, Paleozóos polimetamorf kristályos képződmények. Két nagyobb és egy kisebb rögsor húzódik meg: a nagyobbak Buzsák-Karád-Nagyberény, és a D-i Inke-Igal-Németkér, a kisebb Kaposvár-Döbrököz vonalon. Az ezt követő korból származik a felső permi tabi dolomitformáció.
Mezozóos Somogyi mélyvonulat a krétában, valamint később a paleogén, majd a miocén korban a Közép- Magyarországi- főszerkezeti zóna és a Balaton- Darnó-vonal mentén ezek a pászták egymás mellé kerülnek.
A kárpáti- bádeni- szarmata emeletekre a tengeri üledékképződés és vulkanitok megjelenése volt a jellemző, ez az időszak a geomorfológiai inverzió kezdete, a terület süllyedni kezd és kísérő jelensége a vulkanizmus.

### Pannóniai időszak
Alsó-pannóniai szakasz (12-9 millió éve)
A Balaton déli partján az alsó-pannóniai korú üledékek hiányoznak, tehát a terület szárazulat volt, vagy ha voltak is transzgressziós üledékek, azok lepusztultak. Délebbre talált alsó-pannóniai rétegsor nem különíthető el egyértelműen a felsőpannon rétegsortól.
A Pannon kor sajátossága nagy vastagságú agyagos- homokos üledékek képződése, ekkor általános és differenciált süllyedés a jellemző a Pannon- tenger ebben a süllyedékben helyezkedik el. A felszínen csak felső- pannon üledék található, ez is az csak a terület északi, meredek lejtőin, völgyvállakon.
Felső-pannóniai szakasz (9-5,4 millió éve)
A korszak transzgressziós üledékrétege az egész területen megtalálható, északkelet-délnyugat irányban erősen kivastagszik. A Mecsek felé haladva a réteg fokozatosan újra elvékonyodik. A Külső-somogy legnagyobb részén hosszabb idejű kiemelkedés és ezzel járó denudáció figyelhető meg, ami a rétegek közötti eróziós diszkordanciákban is megmutatkozik.
Pliocén (5,4-2,4 millió évig)
Pliocén kor jellegzetessége a keresztrétegzett homokréteg, amely meredek lejtőkön bukkan ki a felszínre. A Pannon- beltó ekkor visszahúzódott és helyén folyóvízi akkumuláció zajlott. A Pliocénban és Pleisztocénban (5,4 millió-12000 év) vörösagyag-takaró képződött a területen, ugyanakkor a területet észak- északnyugat dél- délkeleti törések érik, melyek kijelölik a vízfolyások pályáit.
Pleisztocén (2,4 millió év- 12000 év)
Az Alsó pleisztocén végén, a középső pleisztocén elején (1,8 millió éve, a Villányium és Biharium határán) 100- 150 m vastag kavicsos- homokos folyóvízi üledék rakódott le, az alig tagolt szárazulati térszín a völgyképződés kiindulási szintje, ez az időszak a völgyképződés kezdete. A terület erózió bázisa a Felső- Kapos- kalocsai süllyedék.

## Természeti értékek
A vidéken viszonylag kevés a természetvédelmi oltalom alatt álló terület. Országos jelentőségű védettséget élvez a már említett Látrányi puszta, mely a községtől délre, 207 hektáron helyezkedik el. A puszta egykor a (Nagyberekhez hasonlóan) a Balaton sekély déli öble volt. Mészben gazdag homokos talaja a tó egykori üledékéből alakult ki. A vidéket, miután szárazra került, a szél és a talajvíz alakította tovább, és hozta létre jelenlegi állapotát. A kisebb-nagyobb homokbuckák által változatos táj érdekessége, hogy mélyebben fekvő, lefolyástalan területein nagy kiterjedésű láprétek, nedves kaszálók találhatóak.
Természetvédelmi területté van nyilvánítva a Somogyvári Kupavár-hegy is, mely Somogyvár északi határában található, és 28 hektáron helyezkedik el. A terület elsősorban nem természeti értékei miatt áll védelem alatt, hanem mert Somogyvár és környéke a honfoglalás korában a vidék stratégiai fontosságú terület volt, mivel akkor még a hegy lábáig ért a Balaton. Ez a hely volt a lázadó Koppány vezér központi területe, a hegy lábánál fakadó patakhoz Szent István legendák kapcsolódnak. A Kupa-hegy tetején található egy Szent László által, 1091-ben alapított, francia mintára építtetett bazilika és kolostor romjai.
Helyi jelentőségű védelemben részesül Zalán a Zichy-kastély parkja és a család sírhelye, Kötcsén a Keserű- valamint a Csepinszky-kúriák parkjai és egy szelídgesztenye facsoport, Somogytúron a Kunffy kastély parkja, Somogyváron a Brézai erdő, Siófokon pedig a Töreki tavak, külterjesen üzemeltetett halgazdasági tavak, melyek környezetében másodlagos homoki gyepek, középkorú őshonos fafajú erdők találhatóak. Az ilyen környezet sok állat- és növényfajnak ad otthont, változatos a vízpart növényvilága és a vándormadaraknak is fontos pihenőhely.